# Moz
Moz, posteriormente bautizado como Cristóbal (Tepic, Tepic Tlatocayotl, ¿?-Reino de la Nueva Galicia, Virreinato de la Nueva España, julio de 1532), fue un señor de Tepic durante el dominio de Xalisco, que participó en la Guerra del Salitre. Tras la desaparición del Xalisco Tlatocayotl, Moz se unió a la guerrilla de Pupualtzin en ofensiva de los purépechas en la Guerra del Salitre. Unido con Cuantoma; consiguió una considerable victoria en Zacoalco, Colímotl recupera Sayula y Mazamitla; derrotando a Zuangua. En 1525, en lugar de poner resistencia, recibió pacíficamente al expedicionario Francisco Cortés de San Buenaventura, al que le regaló oro y plata en jícaras y le recomendó que visitara Xalisco. También recibió con regalos a Nuño de Guzmán, quien lo aprehendió en busca de más riquezas. Quedó en libertad en Chiametla en 1531 junto con otros nobles tras la entrega de 2 jícaras más, una de oro y otra de plata. Se unió con Pantecatl y con otros pueblos cercanos a Tepic en búsqueda de venganza. Falleció ahogado en julio de 1532. Su residencia en Atempan pasó a ser propiedad de Nuño de Guzmán. Posteriormente, la nobleza tepicense, al igual que la xalisca y la tintoque, fue esclavizada.